# 梁质华
梁质华（1922年3月4日—2012年）祖籍辽宁海城，生于江苏无锡，中国诗人。

## 生平
梁质华14岁时便在报刊上发表新诗、小小说、短评等。九一八事变后，他成为中国东北流亡关内的学生，后入西南联合大学，参加过一二一运动，担负纠察及采访任务。1944年2月，梁质华从西南联合大学投奔皖北解放区，却被国民党政府以“危害民国罪”逮捕关押。后来获释后，梁质华自西南联合大学分入北京大学法律系，1948年毕业。在毕业前一个多月，梁质华在北大民主墙上贴出了批判蒋介石的壁报而被捕，被北京大学（当时的校长为胡适）以“辱骂元首，诋毁政府，谩骂师长”的罪名开除学籍，因而没有领到已经制好的毕业证书。
1949年3月，梁质华加入中国人民解放军。中华人民共和国成立后，抗美援朝战争期间，梁质华曾任中国人民志愿军处理美国俘虏的英语翻译，后来转业到北京任中学语文教师。由于一再根据第二次国共内战期间的罪行控告一些已经投诚或起义的原国民党战犯，梁质华被人民政府多次逮捕、关入精神病院。其间，1957年林希翎曾经为他申冤，称其被人民政府陷害，遭到残酷迫害，后来林希翎被打成右派。1961年，梁质华被打回原籍海城务农。自1944年一度被捕关押开始，他一生共九次被逮捕入狱，五次被关入精神病院。最后一次是1968 年在文化大革命中被打成现行反革命，判处有期徒刑20 年，服刑11年后，于1979年11月3日获海城人保组撤消（69）刑字第40号判决，梁质华获得无罪释放。此后，他恢复公职，任辽宁省海城市高级中学英语教师。其间，1988年，梁质华收到了当年未下发的北京大学毕业证书原件。后来，梁质华离休。

## 家庭
梁质华未婚。

## 著作
- 诗集《秦始皇的报应》
- 诗文集《血泪的控诉》[1]